# しあわせな気持ち
「しあわせな気持ち」（しあわせなきもち）は、2005年9月21日にSony Recordsよりリリースされた松田聖子の65枚目のシングル。

## 解説
作詞・作曲は本人。シングルA面曲において単独名義で作曲した初楽曲。
「全国民間放送AMラジオ47局統一キャンペーン」キャンペーンソング。
初回仕様・通常仕様の2種類がリリースされた。
2005年12月7日発売アルバム『Under the beautiful stars』にはC/W「The time went by」のみ収録。「しあわせな気持ち」は翌年のオリジナルアルバム『bless you』に初収録。
2006年7月19日に発売されたCD-BOX『Seiko Matsuda』内のプレミアム・ディスクに「The time went by」の英語詞バージョンが収録された。

## 収録曲
全作詞:Seiko Matsuda／編曲:小倉良
1. しあわせな気持ち
  - 作曲:Seiko Matsuda
2. The time went by
  - 作曲:小倉良
3. しあわせな気持ち（Backing Track）
4. The time went by（Backing Track）

## 関連作品
- しあわせな気持ち
  - bless you
  - Premium Diamond Bible
  - Diamond Bible
  - SEIKO STORY〜90s-00s HITS COLLECTION〜
- The time went by
  - Under the beautiful stars